# Роман Федорович Санґушко
Роман Федорович Санґушко (1537 — 12 травня 1571) — руський магнат, князь, староста житомирський у 1557—1571 роках, річицький (від 20 березня 1568 до 1571), воєвода брацлавський у 1566—1571 роках, польний гетьман литовський у 1567—1571 роках. Підписувався як князь на Несухоїжах та Локачах.

## Життєпис

### Молоді роки
Народився 1537 року. Походив з князівської родини Санґушків. Син старости вінницького, брацлавського, володимирського, маршалка волинського князя Федора Андрійовича Санґушка та його дружини Ганни Деспотівни, доньки сербського деспота Йована Бранковича та його дружини Єлени Якшич. Освіту здобув при дворі короля Польщі Сигізмунда II Августа, був його королівським дворянином.

### Військова служба, державна діяльність
У 1555—1556 р. воював разом із почтом проти московитів під командою Миколи Радзивілла Рудого, потім Василя Костянтина Острозького. У жовтні 1556 залишив табір у Дедеркалах за дозволом В. К. Острозького. 1557 року отримав універсал від короля на староство у м. Житомир (перед 20 лютого), де починає укріплювати фортецю для кращого захисту від московських військ, організовує низку вдалих захисних кампаній проти кримських татар. На «виправу інфляндську» послав зібрану собою роту, сам залишився в Житомирі стерегти замок, вербувати нову залогу. У січні 1558 р. під командою Григорія Ходкевича вирушив проти татар, які пройшли між Хмільником та Вінницею до Меджибожа, звідки почали повертатись з ясиром.
Весною 1558 р. молодший брат Ярослав під час перебування Романа на замку в Житомирі поїхав до Вільнюса домагатися покарання винних в смерті брата Дмитра (21 березня була написана скарга). 21 квітня король склав позов на Беату Косьцелецьку як на винну в цьому — це було посмертною реабілітацією брата. Завдяки двом братам було вмуровано таблицю з епітафією в костелі Яромежа.
1563 року брав участь у переможній битві литовських військ біля містечка Чашники (сучасна Вітебська область Білорусі) над московським військом на чолі із князем Петром Шуйським.
Під час перебування на посаді брацлавського воєводи (1566—1571) присвятив багато часу розбудові фортифікаційних укріплень, здійснив ряд вдалих оборонних операцій від навал кримських татар.
У 1567 році призначається польним гетьманом литовським. Протягом 1567—1568 рр. прославився перемогами над військами московського царя Івана IV Грозного під час Лівонської війни (1558—1583). Так, у ніч з 20 на 21 липня 1567 року він на чолі двотисячного відділу завдав поразки московській армії (8 000 чол.) на чолі з князем Петром Оболенським-Серебряним у другій битві при Чашниках. Згодом неподалік фортеці Ула завдав поразки воєводам Осипу Щербатому та Юрієві Боратинському.
Виступав спочатку разом з князями Олександром Чорторийським, Андрієм Вишневецьким, Костянтином Вишневецьким, Андрієм Капустою противником Люблінської унії 1569 року, згодом став її прихильником, мотивуючи це необхідністю збереження незалежності Литовської держави, оскільки дедалі зростала загроза від Московського царства. Підписав Люблінську унію із застереженням, щоб усі привілеї брацлавської і волинської шляхти було збережено.
У подальшому активно брав участь у Лівонській війні, водночас активно цікавився внутрішніми справами створеної Речі Посполитої.
У другій половині лютого 1571 р. разом з В. К. Острозьким перебував у Камені-Каширському, де мали реалізувати заповіт Лева Сангушка, весною обидва були в Польщі. Повертався з Варшави разом з В. К. Острозьким, щоб допомогти йому в процесі через замок у Тарнові. Дорогою захворів, до нього король послав свого лікаря Руперта Фінка. 10 травня написав заповіт. Помер 12 травня 1571 року у м. Ружани, повертаючись після засідання сейму у Варшаві. Згідно із заповітом, був похований у родинному монастирі (церкві) в Мильцях на Волині. Шимон Старовольський вказував на його епітафію в костелі Бодзентина, де, певно, тимчасово був похований.

## Маєтності
Мав двір у Вінниці з селами Літин, Пултавці, Салаші (1566); Чорногород (Чорногородок) і села Козленичі, Руди, Бруховичі (1567 р., мусив її викупити за 4 000 кіп литовських грошей від Фальчевських) в Луцькому повіті, Річицьке староство (1568 р.).

## Сім'я
Дружина — Олександра Григорівна Ходкевич, донька київського воєводи, великого гетьмана литовського Григорія Ходкевича. Діти:
- Федір
- Олександра — перша дружина князя Януша Заславського
- Федора (Теодора) — дружина: 1) підляського воєводи Станіслава Радзимінського гербу Бродзіч;[10] 2) князя Олександра (Фридерика) Пронського; 3) бжесць-куявського воєводи Анджея Лещинського.